# De mésaventure van een Fransch heertje zonder pantalon aan het strand te Zandvoort
De mésaventure van een Fransch heertje zonder pantalon aan het strand te Zandvoort je nizozemský němý film z roku 1905. Tvůrci filmu jsou bratři Willy a Albert Mullensovi, nejznámější filmoví průkopníci v Nizozemsku v prvním desetiletí 20. století. Film byl natočen 22. července a premiéru měl o pět dní později 27. července 1905.
Film je považován za nejstarší dochovaný film v historii nizozemské kinematografie. Nejstarším nizozemským filmem je snímek Gestoorde hengelaar (1896).

## Děj
Film zachycuje relaxujícího muže v plážovém křesle, kterého překvapí náhlý příval vody. Muž si sundá kalhoty, aby byly suché, čehož si všimne policista, který ho za odhalení nohou začne pronásledovat. Muž se pokusí uniknout přestrojením za ženu, ale nakonec je dopaden. Jeho zatčení doprovází dav lidí a hudební skupina.